# Feistritz (Gemeinde Strallegg)
Feistritz ist eine Ortschaft der Gemeinde Strallegg in der Steiermark.
Die ausgedehnte Streusiedlung befindet sich westlich von Strallegg und besteht aus den Weilern Gauglhof, Schachen, Rinderhof und zahlreichen Einzellagen. Am 1. Jänner 2024 hatte Feistritz 425 Einwohner, die überwiegend in den neuen Siedlungsgebieten unmittelbar westlich von Strallegg wohnen.